# La Rotonde (journal)
Pour les articles homonymes, voir La Rotonde.
 (novembre 2020).
 (octobre 2020).
Motif : WP:COULEUR
La Rotonde est le journal étudiant francophone et indépendant de l'Université d'Ottawa. Comme son homologue anglophone le Fulcrum, il est publié de façon hebdomadaire lors des sessions scolaires d'automne et d'hiver.
Fondé en 1932 par la Société de débats français de l'Université d'Ottawa, et notamment par Marcel Ouimet, journaliste canadien et correspondant de guerre, alors étudiant.
La Rotonde est le plus ancien journal francophone universitaire canadien à l’extérieur du Québec. La devise du journal est d'ailleurs « le porte-voix francophone ».

## Histoire

### Fondation et débuts
Le tout premier numéro de La Rotonde paraît le 21 novembre 1932. Il s'agit du premier journal étudiant entièrement rédigé en français à l'Université d’Ottawa, car son prédécesseur, le V.A.R., publié de 1926 à 1928, était bilingue. La publication bimensuelle compte alors quatre pages et est payante ; l'abonnement annuel coûte 50 sous.
Au cours de ses premières années, La Rotonde s'attarde surtout à couvrir les activités de la Société des débats français et des autres associations étudiantes, ainsi que les divers évènements organisés pour la communauté universitaire. Au niveau de sa ligne éditoriale, le journal s'intéresse également aux questions concernant la jeunesse catholique, et condamne vigoureusement le communisme et l'athéisme. La Rotonde est alors très respectueuse de l'ordre établi. En 1943, le journal est pris en charge par l'Association des étudiants de langue française.
Durant la Deuxième Guerre mondiale, la jeunesse canadienne est profondément touchée par le conflit. En 1944, La Rotonde publie un tableau d'honneur recensant tous les noms des étudiants ayant participé à la guerre.

### Années 1950 à 1960: l'âge de la rébellion
En 1952, La Rotonde fait publiquement appel à tous les journaux universitaires au Canada pour demander un renforcement du bilinguisme au sein de la Presse universitaire canadienne, ou Canadian University Press (CUP) en anglais.
Du fait de ses positions critiques, de nombreuses confrontations ont lieu entre le journal et l'administration de l'Université d'Ottawa. Lors des assises de la Presse universitaire canadienne en 1956, La Rotonde est d'ailleurs proclamée le « journal le plus censuré du Canada ».

### Années 2000: l'indépendance
Sous la tutelle de la Fédération étudiante de l'Université d'Ottawa (FÉUO) depuis les années 1950, La Rotonde entreprend de se désaffilier du syndicat étudiante en 2008, par souci pour la liberté, l'intégrité et la transparence de presse. Le 1er mai 2008, Les publications La Rotonde Inc. obtiennent officiellement leur indépendance de la FÉUO.[réf. nécessaire]
En 2011, La Rotonde fête son 80e anniversaire. En 2014, le journal rejoint la toute nouvelle association de journaux étudiants francophones née le 16 mars 2014, la Presse Étudiante Francophone (PrÉF), et accueille le 28 mars 2015 la seconde conférence printanière de l'organisme, sur le thème Journalisme & Indépendance. À ce jour, La Rotonde est le seul membre de la PrÉF qui n'est pas situé au Québec.

## Formule éditoriale
Les articles publiés dans La Rotonde sont repartis dans trois sections : Actualités, Arts et culture et Sports et bien-être. Les sections comportent généralement une chronique de la plume du chef de section. Chaque édition comporte également un éditorial, signé par le comité éditorial, ou par le rédacteur en chef lui-même. Des lettres d’opinions sont régulièrement publiées dans les dernières pages du journal, ainsi que des textes de création littéraire, dans la section Labyrinthes.
Selon les politiques que la publication s’est donnée, l’ensemble des textes publiés dans les pages de La Rotonde doit nécessairement être en français, ou dans le cas des publicités une version française du texte doit être disponible.
La publication n’a pas toujours été divisée en trois sections. Au début des années 1980 par exemple, le journal contenait un grand nombre de sections, intitulées : Campus, Politique étudiante, Société, Vos Droits, Livres, Arts et Spectacles, Loisir et Sports et Opinion.

## Anciens deLa Rotonde

### Personnalités et journalistes
- Guy Beaulne (Le Droit)
- Daniel Leblanc (The Globe & Mail)
- Patrick Lagacé (La Presse)